# JK Tallinna Sadam
Tallinna Sadam este un fost club de fotbal din Estonia, care a existat între 1991 și 1998. Echipa a câștigat cupa Estoniei în 1996 și 1997, și a devenit vice-campioană în Meistriliiga în sezoanele 1997–1998 și 1998. Înainte de sezonul 1999, Sadam a fuzionat cu Levadia Maardu, sub numele de Levadia Maardu (din 2004 Levadia Tallinn).

## Palmares
- Cupa Estoniei: (2)

1995–96, 1996–97
- Supercupa Estoniei: (1)

1996–97

## Evoluția lui Tallinna Sadam în Estonia
| An    | Campionat | Poz. | Golaveraj +/- | Puncte |
| ----- | --------- | ---- | ------------- | ------ |
| 1992  | III       | 2    | + 1           | 4      |
| 92/93 | II        | 2    | +38           | 26     |
| 93/94 | I         | 5    | +12           | 25     |
| 94/95 | I         | 4    | +18           | 25     |
| 95/96 | I         | 4    | + 7           | 21     |
| 96/97 | I         | 3    | + 4           | 24     |
| 97/98 | I         | 2    | +27           | 31     |
| 1998  | I         | 2    | +38           | 34     |

## Tallinna Sadam în Europa
- 1Q = 1st Qualifying Round
- 2Q = 2nd Qualifying Round

| Sezon   | Cupă              | Runda | Țara    | Club advers         | Scor     |
| ------- | ----------------- | ----- | ------- | ------------------- | -------- |
| 1996/97 | Cupa Cupelor UEFA | 1Q    | Ucraina | FC Niva Vinnița     | 2–1, 0–1 |
| 1997/98 | Cupa Cupelor UEFA | 1Q    | Belarus | FC Belșina Bobruisk | 1–1, 1–4 |
| 1998/99 | Cupa UEFA         | 1Q    | Polonia | Polonia Warszawa    | 0–2, 1–3 |